# I Think You Think Too Much of Me
I Think You Think Too Much of Me (del inglés: Creo Que Piensas Demasiado En Mí) (estilizado como "i think you think too much of me") es el segundo EP publicado por el músico irlandés EDEN, lo ha lanzado el 19 de agosto de 2016 a través de su sello discográfico propio MCMXCV y distribuido por Astralwerks. El EP estuvo grabado y producido en Dublín y contiene siete pistas que abarcan aproximadamente 26 minutos. «I Think You Think Too Much of Me» es el primer trabajo de Ng para ser publicados en medios de comunicación físicos, ya que se produjo en dos formatos de vinilo de 12 pulgadas, rojo claro y transparente, además de Casete Compacta.
El EP debutó en el número 43 en el Gráfico de Álbumes irlandeses, convirtiéndose en el primer álbum de Ng en lograrlo. El EP también trazó un mapa en Australia, Reino Unido y los Estados Unidos.

## Portada
El EP fue anunciado después de la conclusión de Ng End Credits tour y la publicación del sencillo «Hey ya». Al igual que con sus canciones anteriores, la totalidad del EP fue escrita y producida por él mismo. Durante la producción, creó tres versiones diferentes de «drugs» y dos versiones de «rock + roll». Por el contrario, «and» fue escrito en "uno o dos días" y se convirtió en una de las canciones más rápidas que produjo. Las canciones se basan en una combinación de experiencias pasadas.
Los sencillos «sex» y «drugs» se lanzaron el 10 de junio y el 14 de julio de 2016, respectivamente, con los antiguos elogios de la cantante Lorde quién describió «sex» como "desordenado y emocional y nervioso y un poco enamorado y definitivamente tan asustado como se siente esa situación." En los Billboard  se transmitió en vivo el sencillo «drugs» en Facebook y lanzó el sencillo exclusivamente en su plataforma un día antes que el lanzamiento mundial.
Las canciones «Fumes», «Circles» y «XO» son versiones actualizadas de canciones lanzadas bajo su viejo alias The Eden Project. La versión remasterizada de «Fumes» presenta una colaboración con el músico estadounidense Gnash. EDEN ha declarado que el EP "es más una realización que un viaje", al tiempo que señala que "las canciones están entrelazadas, pero de diferentes maneras".

## Promoción
En julio de 2016, hubo informes de misteriosos paquetes que contenían un conjunto de cabezales de realidad virtual que se enviaban a los fanáticos de EDEN. Más tarde se reveló que en los auriculares se incluyeron los paquetes VIP para la gira Futurebound. El 7 de septiembre de 2016, un video musical de 360 grados para «drugs» fue lanzado.
«i think you think too much of me» fue apoyado por el Futurebound Tour, que presentó 33 actuaciones en América del Norte y Europa.

## Vídeos musicales
Tres videos musicales fueron lanzados para este álbum. El vídeo de «sex» se subió a YouTube el 14 de junio de 2016. El vídeo tiene lugar en Tokio, Japón y Sídney, Australia. El video musical de «drugs» fue filmado en Los Ángeles y fue lanzado a través de YouTube el 18 de agosto de 2016. Un segundo video musical fue lanzado como una experiencia de realidad virtual de 360 grados el 7 de septiembre de 2016. El video musical de «rock + roll» se filmó principalmente en Wild Atlantic Way y en el sur del condado de Dublín, Irlanda y fue lanzado el 4 de octubre de 2016.

## Ilustraciones
La portada del álbum representa el nombre del álbum escrito continuamente en forma cuadrada con el logotipo de EDEN extendido sobre el texto sobre un fondo gris. Las portadas de los sencillos son de sus primeras escenas de conciertos en diferentes entornos de iluminación.

| N.º | Título              | Duración |  |
| 1.  | «sex»               | 3:38     |  |
| 2.  | «drugs»             | 5:38     |  |
| 3.  | «and»               | 2:13     |  |
| 4.  | «rock + roll»       | 4:56     |  |
| 5.  | «Fumes» (con Gnash) | 3:34     |  |
| 6.  | «XO»                | 2:39     |  |
| 7.  | «Circles»           | 4:34     |  |

## Personal
- Jonathon Ng - guitarra, voz, piano, diseño de sonido, producción, mezcla, ingeniería, arreglo de cuerdas
- Chris Finney - diálogo adicional (pista 4)
- Kate Fleetwood - diálogo adicional (pista 4)
- Garrett Nash - voz (pista 5)
- Hal Ritson - ingeniería y programación adicional

## Tabla
| Gráfico (2016)                                 | Posición |
| ---------------------------------------------- | -------- |
| Australia Álbumes (LMA)                        | 1        |
| Irlanda Álbumes (IRMA)                         | 2        |
| Álbumes de Heatseekers de Nueva Zelanda (RMNZ) | 3        |
| Álbumes de UK (OCC)                            | 4        |
| US Billboard 200 (Billboard200)                | 5        |